# Джейн з Пагорба Ліхтарів
Джейн з Пагорба Ліхтарів (англ. Jane of Lantern Hill) — роман канадської письменниці Люсі Мод Монтгомері. Книга була адаптована в телефільмі 1990 року «Лантерн Хілл» компанією Sullivan Films, продюсером дуже популярного телевізійного міні-серіалу «Енн із Зелених фронтонів» і телесеріалу «Дорога до Ейвонлі».
Авторське право на книгу в США було поновлено в 1965 році.

## Вступ
Монтгомері почала формулювати ідею 11 травня 1936 року, почала писати 21 серпня і написала останній розділ 3 лютого 1937 року. Вона закінчила друкувати рукопис 25 лютого, оскільки не могла найняти друкарку, щоб зробити це за неї. Цей роман був присвячений «JL», її коту-компаньйону.
Роман був написаний у будинку Монтгомері «Кінець подорожі»; середовище вплинуло на написання Монтгомері, щоб створити позитивне середовище для Джейн в Торонто. Незвичайний епізод у розділі 37 з участю лева був заснований на подібному інциденті, про який Монтгомері знала, що сталася в Атлантичній Канаді кілька років тому, про що вона детально розповіла в листі до Г. Б. МакМіллана 23 лютого 1938 року.
17 квітня 1939 року вона почала працювати над новою книгою Джейн, але продовження так і не було завершено.

## Короткий сюжет
Джейн Вікторія Стюарт, яку родина називає Вікторією, живе в Торонто, Онтаріо, зі своєю матір'ю, бабусею та тіткою. Її бабуся дуже сувора і ревнує до всього, що любить її дочка Робін (мама Джейн). Джейн не любить жити з бабусею і хотіла б, щоб вони з мамою змогли втекти, хоча вона знає, що її матері ніколи не вистачить хребта, щоб протистояти бабусі та піти. Джейн вважає, що її батько помер, але зрештою їй кажуть, що він живий і живе далеко на острові Принца Едуарда., місце її народження. Єдиною подругою Джейн є Джозефін Тернер, коротко Джоді, сирота, яка живе і працює прислугою в сусідньому пансіоні. Джейн також любить готувати, але бабуся не дозволяє їй займатися. Бабуся Джейн зневажає все, що вона вважає «звичайним», включаючи саму Джейн.
Одного разу приходить лист від її відчуженого батька, у якому Джейн просить залишитися з ним на літо на Острові. Джейн дуже неохоче йде, але один з її дядьків каже, що було б краще, якщо б вона пішла. Прибувши на острів, Джейн зустрічає свою тітку Ірен (сестру її батька) і миттєво відчуває до неї неприязнь. Наступного ранку вона вперше зустрічає свого батька і кохає його з самого початку. Двоє купують невеликий будиночок на Пагорбі Ліхтарів, і Джейн бере на себе роль економки. Незабаром Джейн подружиться з усіма сусідами, такими як родина Сноубім і Джиммі Джонс (так названі, щоб відрізняти їх від Джеймса Гарленда та Джона Гарленда, які також живуть на острові). Джейн також володіє собою, і після повернення до Торонто її кисла, несхвальна бабуся набагато менше вражає.
Джейн з нетерпінням відраховує місяці, поки не зможе повернутися на Острів наступного літа і возз'єднатися зі своїм батьком і друзями. Повернувшись, у неї буде багато пригод, у тому числі знайти лева, який втік з цирку, і безстрашно зачинити його в сараї. Коли Джоді пише, що її ось-ось відправлять до дитячого будинку, Джейн розмовляє з дамами Тітус, парою сестер, які хочуть усиновити дитину. Спочатку вони кажуть ні, але після деяких роздумів вирішують усиновити Джоді. Повернувшись до Торонто, Джейн повідомляє їй радісні новини, і Джоді незабаром виїжджає на Острів, пообіцявши побачити Джейн влітку. Тим часом Джейн дізнається, чому її батьки розлучилися. Вона виявляє, що її бабуся була проти стосунків її батьків із самого початку;
Одного разу Джейн отримує листа від тітки Ірен, в якій говориться, що батько Джейн їде до Бостона, ймовірно, щоб розлучитися з її матір'ю, і, ймовірно, він одружиться вдруге. Джейн приголомшена новиною і сама вирушає побачити свого батька на Острів, що знаходиться за тисячу миль. Вона використовує свої кишенькові гроші, щоб купити квиток на потяг, витримує безсонну дводенну подорож, а потім йде три милі від вокзалу на морозі й мокрій до будинку на Пагорбі Ліхтарів. Батько, здивований, запевняє її, що не збирається розлучатися чи одружуватися повторно; він їде до Бостона, щоб зустрітися з видавцями щодо його книги, яка була прийнята. Потім Джейн захворює пневмонією, і її батько надсилає телеграму її матері. Робін, ігноруючи наказ матері залишитися в Торонто, відправляється на острів, щоб бути з Джейн. Джейн батько знову закохується в її матір з першого погляду, а коли Джейн прокидається, її батьки помирилися. Коли книга закінчується, Джейн з радістю будує плани щодо своєї возз'єднаної сім'ї, яка проведе половину року в Торонто, а половину — на Пагорбі Ліхтарів.